# Berkelaue II
Koordinaten: 52° 0′ 44″ N, 6° 52′ 14″ O

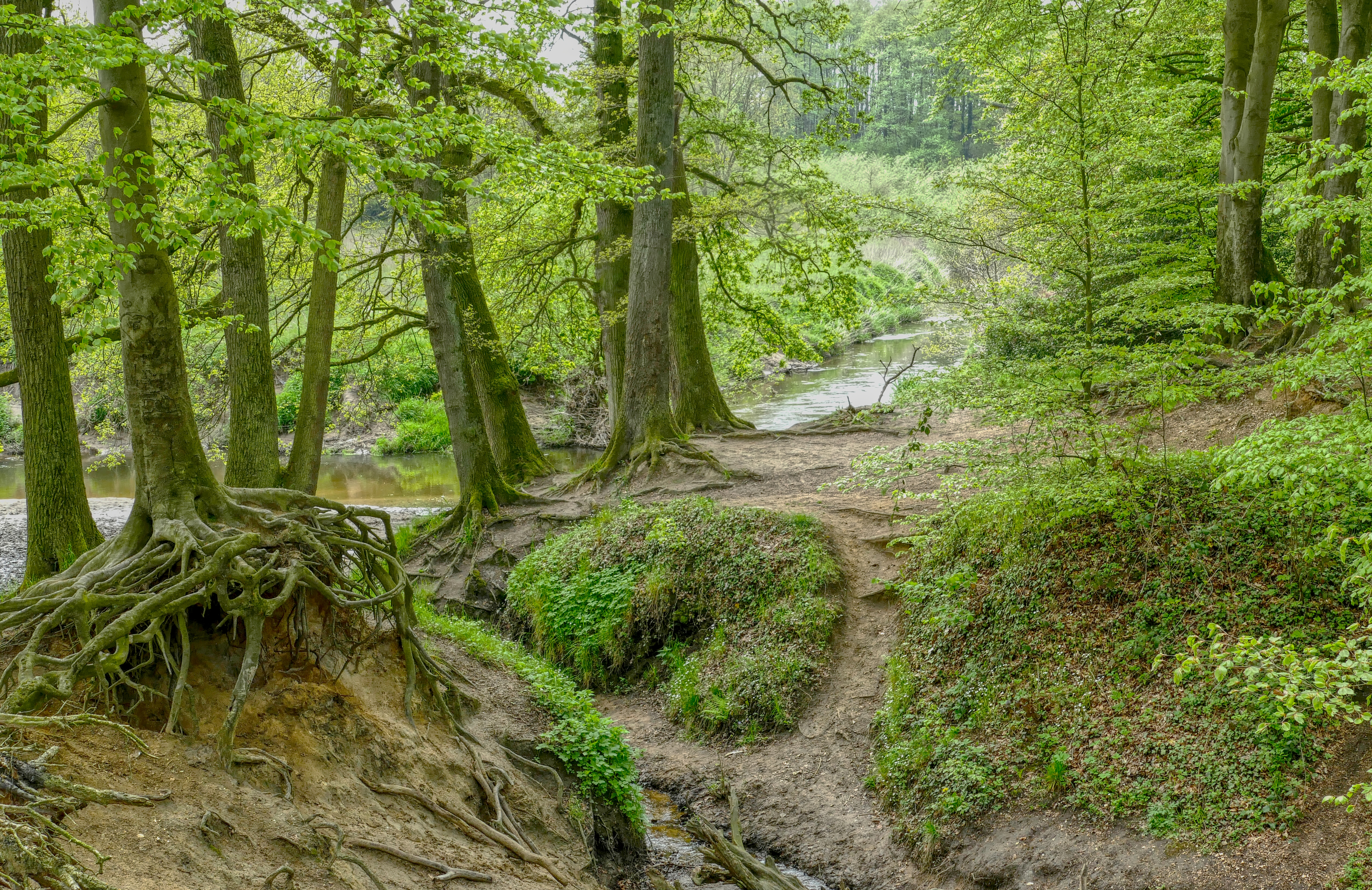
Teufelsschlucht

Das Naturschutzgebiet Berkelaue II liegt auf dem Gebiet der Städte Stadtlohn und Vreden im Kreis Borken in Nordrhein-Westfalen.
Das Gebiet erstreckt sich zwischen der Kernstadt Vreden im Nordwesten und der Kernstadt Stadtlohn im Südosten entlang der Berkel. Am nordwestlichen Rand des Gebietes verläuft die B 70, südlich die Kreisstraße K 24,  östlich die Landesstraße L 572 und südwestlich die Staatsgrenze zu den Niederlanden.

## Bedeutung
Das rund 137,1 ha großes Gebiet ist seit dem Jahr 1997 unter der Kenn-Nummer BOR-070 als Naturschutzgebiet ausgewiesen. Schutzziel ist die Erhaltung und Optimierung der natürlichen Auendynamik zum Schutz des gesamten Auenkomplexes mit besonderer Bedeutung für den landesweiten Biotopverbund, insbesondere der naturnahen Flußabschnitte, der Altarme, Auwaldreste, der Feuchtgrünlandflächen und der artenreichen Ufersäume sowie der angrenzenden, naturnahen Laubwälder u.a. als Lebensraum für gefährdete Tier- und Pflanzenarten.